# Weberocereus frohningiorum
A Weberocereus frohningiorum egy a közelmúltban felfedezett esőerdei kaktusz, melyről egyelőre kevés ismeret gyűlt össze.

## Elterjedése és élőhelye
Costa Rica nyugati részének alacsonyan fekvő területei: San José területén, sziklás hegyi erdőkben.

## Jellemzői
A Weberocereus bradei igen közeli rokona, attól leginkább a három bordára tagolt szárával és areoláival különbözik, melyek hosszabb töviseket hordoznak és sok szőrszerű tövist is növesztenek. Virágai szirmainak színe inkább rózsaszín, semmint fehér.

## Története
A leíró részletes, ultrastrukturális kutatásokkal bizonyította, hogy ez a taxon nem tekinthető a Weberocereus bradei alfajának. A faj egyedeit 1994-ben figyelték meg és gyűjtötték Costa Ricában, azonban a pontos lelőhelyet nem jegyezték fel, de néhány élő példányt eljuttattak a felfedezők a frankfurti Palmengarten részére.
A faj nevét Hans és Uta Frohning tiszteletére kapta.